# Polyplax ellobii
Polyplax ellobii är en insektsart som först beskrevs av Sosnina 1955.  Polyplax ellobii ingår i släktet Polyplax och familjen ledlöss. Inga underarter finns listade i Catalogue of Life.